# Bondoufle
Bondoufle är en kommun i departementet Essonne i regionen Île-de-France i norra Frankrike. Kommunen ligger i kantonen Évry-Sud som tillhör arrondissementet Évry. År 2022 hade Bondoufle 10 833 invånare.

## Befolkningsutveckling
Antalet invånare i kommunen Bondoufle
| Referens: INSEE |